# Lista över cirkusskolor
Det här är en lista över cirkusskolor.

## Sverige

### Utbildning
- Nycirkusprogrammet vid St. Botvids Gymnasium i Botkyrka är en treårig cirkusutbildning som drivs av Cirkus Cirkör.
- Dans- och cirkushögskolans nycirkusutbildning är en treårig högskola med utbildning i nycirkus.

### Ungdomscirkus
A-D
- Aktiv Ungdom Sollentuna - En ideell förening i Sollentuna som erbjuder cirkusskola för barn och unga.[1]
- Borås Kulturskola - Erbjuder kurser i cirkus för barn och unga, inklusive jonglering, akrobatik och luftakrobatik.[2]
- Cirkus Björnen - En cirkusskola i Örebro som erbjuder träning, föreställningar och workshops för barn och unga. Fokus ligger på glädje, kreativitet och inkludering.[3]
- Cirkus Cirkör - Stor cirkusskola med verksamhet i bland annat Stockholm, Göteborg och Håbo. Har kurser för barn och unga i nycirkus, akrobatik och luftakrobatik.[4]
- Cirkus Draken - Baserad i Partille, erbjuder sommarkurser och regelbundna träningar i cirkuskonster som jonglering, enhjuling och akrobatik.[5]
- Cirkus Emma - Baserad i Linköping och Gotland, erbjuder kurser i cirkus, dans och acroyoga för barn, ungdomar och vuxna. De anordnar även eldshower och samarbetar med skolor genom projekt som "Skapande skola".[6]
- Cirkus Normal - Cirkusskola i Stockholm för barn och ungdomar i åldrarna 5-20 år. Har träning i olika discipliner, inklusive luftakrobatik, jonglering, golvakro.[7]
- Cirkus Syd - En internationell cirkusplattform baserad i Lund, som erbjuder kurser och föreställningar för allmänheten i Lund, Malmö och Skåne.[8]
- Cirkus Unik - Cirkusskola i Göteborg med fokus på socialt arbete och mångfald. Har nycirkusverksamhet för barn och ungdomar.[9]
- Circus Le Fou - Cirkusskola som erbjuder nycirkuskurser för barn, unga och vuxna.[10]
- Cirque Arté Diem - Cirkuskompani i Tollarp, Skåne, som erbjuder föreställningar och workshops där nycirkus blandas med dans och musik.[11]
- Duo Danzeros - Erbjuder teater- och cirkusföreställningar samt workshops för barn och unga. Verksamma i Sverige sedan 1988.[12]

E-M
- Falu Frisksport - En ideell förening i Falun som erbjuder cirkusskola för barn och unga. Aktiviteterna inkluderar jonglering, akrobatik och balansövningar.[13]
- Frisksport Ljungsbro - En ideell förening i Ljungsbro som erbjuder cirkusaktiviteter för barn och ungdomar.[14]
- Frösöns Cirkusskola, egentligen Aktiv Ungdoms Cirkusskola Kul & Bus, Frösön, Jämtland.[15]
- Gävle Kulturskola - Erbjuder cirkuskurser för barn och unga mellan 4-20 år, med fokus på jonglering, akrobatik och balansövningar.[16]
- Göteborgs Kulturskola - Erbjuder introduktionskurser i cirkus där elever får prova på akrobatik, jonglering och balansövningar.[17]
- Haninge Kulturskola - Erbjuder nycirkuskurser för barn och unga i åldrarna 6-19 år. Kurserna omfattar jonglering, balans, akrobatik på marken och i luften.[18]
- Icí Performance - Ett cirkuskompani baserat i Vetlanda. De erbjuder cirkusskolor, workshops och föreställningar för barn och ungdomar, med fokus på akrobatik, jonglering och tillit.[19]
- Järfälla Kulturskola - Erbjuder kurser i nycirkus för barn och unga i åldrarna 4-21 år, inklusive jonglering, balans och luftakrobatik.[20]
- Kaaos Kaamos Academy - Cirkusskola i Umeå som erbjuder kurser i nycirkus och akrobatik för barn och unga, med fokus på rörelseglädje och lekfullhet.[21]
- Kalmar Kulturskola - Erbjuder nycirkuskurser för barn och unga, inklusive jonglering, akrobatik och luftakrobatik.[22]
- Karavan - En artistdriven scen, ett kompani och en plattform för samtida cirkus i Malmö. Karavan erbjuder terminskurser i cirkus för barn mellan 6-8 respektive 9-12 år, samt akrobatikkurser för vuxna.[23]
- KulturAkademin - En verksamhet i Storumans kommun, Västerbotten, som erbjuder cirkusskola och kulturaktiviteter för barn och unga.[24]
- Kulturskolan Skurup - Erbjuder nycirkusundervisning för barn och unga i olika nivåer som en del av Skurups kommuns kulturskola.[25]
- Kulturskolan Stockholm - Erbjuder cirkuskurser i olika stadsdelar i Stockholm. Träning i bl.a. jonglering, akrobatik och luftdiscipliner.[26]
- Ludvika Minicircus - En cirkusskola i Ludvika som erbjuder träning och föreställningar för barn och ungdomar. Fokus ligger på akrobatik och cirkus.[27]
- Magnus Cirkusskola och Yoga - Verksam i Glommen, Falkenberg. Kombinerar cirkusträning med yoga för barn, ungdomar och vuxna. Erbjuder även workshops och föreställningar.[28]
- Malmö Cirkusskola - Grundad 1985. Erbjuder kurser i cirkuskonster för alla åldrar, med omkring 700 aktiva medlemmar.[29]

N-Ö
- Norrköping Cirkus & Varieté - En ideell förening i Norrköping som erbjuder träning i olika cirkusdiscipliner för barn och ungdomar från 6 år och uppåt.[30]
- Norrköpings Ungdomscirkus (NUC) - En av Sveriges äldsta ungdomscirkusar, grundad 1979. Erbjuder cirkusträning och föreställningar för barn och unga i åldrarna 4-21 år.
- Nordanstigs Kulturverkstad - Verksam i Nordanstig, erbjuder cirkusaktiviteter för barn och unga i åldrarna 7-24 år. Kurserna inkluderar jonglering, dans, balansövningar, luftakrobatik och golvakrobatik
- Nycirkus Gotland - En förening på Gotland som erbjuder kurser och föreställningar inom nycirkus, eldkonst och dans för barn, ungdomar och vuxna.
- Sundbybergs Kulturskola - Erbjuder cirkuskurser för barn och unga i åldrarna 6-19 år, inklusive golvakrobatik, jonglering och luftakrobatik.
- Sundsvalls Stadscirkus - En cirkusskola i Sundsvall som erbjuder kurser och föreställningar för barn, ungdomar och vuxna.
- Tulsboda Ungdomscirkus - En mindre ungdomscirkus med lokal förankring.
- Tusen Konster och en Boll - En cirkusförening i Uppsala som erbjuder träning i discipliner som trapets, tyg, parakrobatik och handstående.
- TRiX Cirkusskola - Gycklargruppen TRiX erbjuder cirkusträning i Västerås och Örebro för alla åldrar, inklusive akrobatik, luftakrobatik, jonglering och balansträning.
- Trosa Frisksportklubb - Erbjuder cirkusträning för barn och ungdomar i Trosa och Vagnhärad, inklusive jonglering och trampolin.
- Tyresö Kulturskola - Erbjuder nycirkuskurser för barn och unga i åldrarna 5-19 år. Kurserna omfattar jonglering, balans, akrobatik på marken och i luften.
- Upplands Väsby Kulturskola - Erbjuder nycirkuskurser för barn och unga i åldrarna 6-20 år, inklusive jonglering, balans och luftakrobatik.
- Uppsala Ungdomscirkus - En av Sveriges äldsta ungdomscirkusar. Ideell förening med både träningsgrupper och föreställningsverksamhet.
- Värnamo Frisksport - En förening i Värnamo som erbjuder cirkusskola för barn och unga. Aktiviteterna inkluderar jonglering, akrobatik och luftakrobatik.

## Norden
- Fjordane Folkehøgskule är en ettårig folkhögskola med Norges enda cirkuslinje i Nordfjordeid i Sogn og Fjordane.

## Belgien
- École Supérieure des Arts du Cirque i Bryssel är en treårig högskola med cirkusutbildning.

## Storbritannien
- The Circus Space i London är en treårig cirkushögskola.

## Kanada
- École Nationale de Cirque i Montréal är en treårig cirkusutbildning.